# 658 (číslo)
Šest set padesát osm je přirozené číslo. Následuje po čísle šest set padesát sedm a předchází číslu šest set padesát devět. Římskými číslicemi se zapisuje DCLVIII a řeckými číslicemi χνη.

## Matematika
658 je:
- Deficientní číslo
- Složené číslo
- Nešťastné číslo

## Astronomie
- (658) Asteria je planetka hlavního pásu, kterou objevil v roce 1908 August Kopff

## Roky
- 658
- 658 př. n. l.